# Кипнис, Григорий Иосифович
Григо́рий Ио́сифович Ки́пнис (укр. Григорій Йосипович Кіпніс; литературный псевдоним К. Григо́рьев (укр. К. Григор'єв); 12 июня 1923, Киев — 13 октября 1995, Киев) — советский и украинский журналист, писатель, переводчик.

## Биография
Родился 12 июня 1923 года в Киеве.
Участник Великой Отечественной войны. В ноябре 1943 года получил ранение под Кривым Рогом.
Начал печататься с конца 1940-х годов. В 1951 году экстерном окончил филологический факультет Киевского государственного университета им. Т. Г. Шевченко.
С 1952 по 1955 год работал в газетах «Киевская правда» и «Юный ленинец».
С 1956 года — собственный корреспондент, а затем и заведующий корреспондентским пунктом «Литературной газеты» (Москва) по Украине.
Член Союза писателей СССР с 1974 года.
Умер 13 октября 1995 года в Киеве. Похоронен на Берковецком кладбище.

## Творческая деятельность
Прозаик, автор множества публикаций в прессе, книг очерков, документальных повестей, мемуаров.
Писал на русском языке, переводил произведения украинских писателей на русский язык (среди них М. Бажан, О. Гончар, Е. Гуцало, А. Димаров, П. Загребельный, Л. Первомайский, Ю. Мушкетик, Ю. Щербак и др.)

### Публикации

#### Периодические издания
Автор множества публикаций в периодических изданиях. В таких как «Литературная газета», «Зеркало недели» (Украина) и др. К примеру:
- Статья о В. Е. Васильеве: «Такая долгая любовь…»[3]
- Николай Амосов: Кое-что о себе, чуть-чуть о душе и немного о Боге. (недоступная ссылка)
- К 100-летию Максима Рыльського: У поэта в Голосеево. (недоступная ссылка)
- О Гелии Снегиреве, напугавшем самого Андропова. Новые документы из архивов Москвы, Парижа и Киева. (недоступная ссылка)
- Статья о Леониде Киселёве: «Поэты умирают в небесах… О Лёне Киселёве, сыне Володи, брате Серёжи». (недоступная ссылка)
- Родственники Васи Тёркина из Украины. К 85-летию со дня рождения Александра Твардовского. (недоступная ссылка)
- Вокруг его «Собора»: светлой памяти Олеся Гончара (недоступная ссылка)
- Моя Терещенковская (недоступная ссылка)
- и др.

#### Книги
- «Ваши знакомые» (1971)
- «Приходите в будни» (1974)
- «Павлыш — продолжение легенды» (1976)
- «Не могли иначе»: Очерки, эссе, документальные повести (1983)
- «Корпункт» (2001)
- В 2011 г. к 100-летию Виктора Некрасова опубликованы воспоминания Г. Кипниса «Виктор Некрасов» (в серии «Литературная галерея» издательства «Альтерпрес»).

## Критика
Редколлегия газеты «Зеркало недели. Украина»: 

За сорок лет работы собственным корреспондентом «Литературной газеты» по Украине Григорий Иосифович помог «стать на крыло» десяткам молодых поэтов и писателей, а в смутные времена — уберечь эти крылья от местных костоправов от идеологии. На теплый огонек его корпункта, или квартиры на Терещенковской, слетались и бронзовеющие на ходу «классики» и опальные диссиденты — все стремились отогреться в ауре добра, которая исходила от хозяина. Мы, журналисты «Зеркала», благодарны судьбе за то, что она подарила нам роскошь общения с этим прекрасным человеком. Его мудрые советы, тактичные замечания, похвалы помогали газете найти своё лицо. То, что это был наш первый год, — знали все, но что его последний — никто…
Николай Амосов (академик НАН Украины): 

Удивительный был человек Гриша!…

Трудно описать его качества, не сбиваясь на лубочную картинку.

Какое главное? Доброжелательность, доброта. Гриша был умён, информирован, принципиален, скептичен, но никогда не сбивался на поношение людей.
Даже неприятных. Бывало, скажет: «Лучше помолчим: кто Богу не грешен, царю не виноват?».

Ну, а если по-серьезному, то что в нём привлекало?

Общительность и любознательность. Пусть меня простят за немодное теперь слово — гражданственность. Люди и общество и даже социализм (конечно, «с человеческим лицом») были встроены в его натуру. Наверное, это въелось — до костей! — ещё с тех пор, как воевал.
Поэтому «за державу обидно» — было всегда. И при Советах, и при демократах.

Был журналистом до мозга костей. А может быть — больше писателем? Затрудняюсь определить. Одно скажу — талантливый — в той и другой ипостаси. Впрочем, талант читатели поймут сами. Но мне это было ближе: видел рождение идей. Не думайте, что я пристрастен, хотя лично мне Гриша сделал две услуги: ввёл в Союз писателей и в «Литературную газету». Первое мне было ни к чему, а второе — даже очень. (И до сих пор).

Как жалко, что хорошие люди тоже умирают!
Пётр Толочко (академик НАН Украины): 

Очень тепло и душевно представлен <…> Григорий Кипнис, популярный киевский писатель, журналист и публицист, автор многих биографических исследований. Он был близко знаком с выдающимися украинскими писателями и поэтами — В. Некрасовым, П. Тычиной, М. Бажаном, П. Загребельным, о чём поведал нам в приложенных к письмам выдержках из своих воспоминаний. В одной из них, озаглавленной «Моя Терещенковская», Г. Кипнис воспел родную улицу и людей, живших на ней. Кроме П. Тычины и М. Бажана, он рассказал и о Н. Терещенко, его сыновьях Иване и Федоре, Б. Ханенко, женатом на Варваре Терещенко.
Юрий Виленский (кандидат медицинских наук):

«Когда человек уходит, изменяются его портреты…» Писать о тех, кого нет с нами, стремясь хотя бы словом возвратить им частичку жизни — горькое и такое важное право в неумолимости жизни. Нежным и трогательным соцветием памяти встаёт в «Непредвиденном продолжении» очерк «Время, встречи, судьбы», посвящённый бесстрашному воину — талантливому писателю и журналисту высшей пробы Григорию Иосифовичу Кипнису.
Исаак Трахтенберг (академик Национальной академии медицинских наук Украины): 

А теперь о самом Кипнисе — блистательном публицисте, писателе, переводчике, близком моём друге с юношеских лет.